# Lowell S. Hawley
Lowell S. Hawley (en 20 septembre 1908 à Lynden dans l'État de Washington et mort le 6 mai 2003  à Los Angeles en Californie,) est un auteur et scénariste américain connu entre autres pour son travail aux studios Disney dans les années 1960.

## Filmographie

### Pour le cinéma
- 1958 : Signé Zorro
- 1960 : Les Robinsons des mers du Sud
- 1961 : Babes in Toyland
- 1962 : Les Enfants du capitaine Grant
- 1964 : Les Pas du tigre
- 1967 : L'Honorable Griffin
- 1968 : The One and Only, Genuine, Original Family Band

### Pour la télévision
- 1957-1961 : Zorro